# Odontostelma welwitschii
Odontostelma welwitschii là một loài thực vật có hoa trong họ La bố ma. Loài này được Rendle mô tả khoa học đầu tiên năm 1894.